# Прабути (гміна)
Гміна Прабути (пол. Gmina Prabuty) — місько-сільська гміна у північній Польщі. Належить до Квідзинського повіту Поморського воєводства.
Станом на 31 грудня 2011 у гміні проживало 13437 осіб.

## Територія
Згідно з даними за 2007 рік площа гміни становила 197.12 км², у тому числі:
- орні землі: 64.00%
- ліси: 20.00%

Таким чином, площа гміни становить 23.62% площі повіту.

## Населення
Станом на 31 грудня 2011:
| Опис     | Загалом | Загалом | Чоловіки | Чоловіки | Жінки | Жінки |
| -------- | ------- | ------- | -------- | -------- | ----- | ----- |
| одиниця  | осіб    | %       | осіб     | %        | осіб  | %     |
| все      | 13437   | 100     | 6699     | 49.85    | 6738  | 50.15 |
| міське   | 8881    | 100     | 4328     | 48.73    | 4553  | 51.27 |
| сільське | 4556    | 100     | 2371     | 52.04    | 2185  | 47.96 |

## Сусідні гміни
Гміна Прабути межує з такими гмінами: Ґардея, Квідзин, Кіселіце, Міколайкі-Поморське, Риєво, Старий Дзежґонь, Суш.